# 門脇卓爾
門脇 卓爾（かどわき たくじ、1925年（大正14年）2月22日 - 2012年（平成24年）12月28日）は日本の哲学者。学習院大学名誉教授。米子日独協会会長。カント哲学の研究者。ボン大学より学位「Doktor der Philosophie」を取得。宗教家･実業家門脇章太郎の長男。門脇家第11代当主。

## 略年譜
- 1925年（大正14年）

2月22日 - 鳥取県西伯郡大山町に中納言･平教盛の末裔と伝える旧家･門脇家の11代目として生まれる。 門脇家は江戸時代、大庄屋を務めた豪農であり、生家は門脇家住宅として現存している。
- 1943年（昭和18年） - 鳥取県立米子中学校（現：鳥取県立米子東高等学校）卒業[1]。
- 1948年（昭和23年） - 第一高等学校文科卒業[1]。
- 1951年（昭和26年） - 京都大学文学部哲学科卒業[1]。
- 1957年（昭和32年） - 西ドイツ・マインツ大学に留学[1]。
- 1958年（昭和33年） - ボン大学に転学[1]。
- 1961年（昭和36年） - 日本倫理学会より和辻賞を受ける[1]。
- 学習院大学文学部講師、ついで助教授。
- 1967年（昭和42年） - 学習院大学教授[1]。
- 1985年（昭和60年） - ドイツ連邦共和国マールブルク大学客員教授を兼任[1]。
- 1995年（平成7年） - 定年退職、名誉教授の称号を授与される。
- 2012年（平成24年）12月28日 - 心不全のため鳥取県大山町の病院で死去[2]。87歳没。

## 栄典
- 2004年（平成16年）11月 - 瑞宝中綬章

## 家族・親族

### 門脇家
（鳥取県西伯郡大山町）
子息の一人は鳥取県内で教職についている。

## 著書

### 単著
- 『Philosophie in Japan』Gakushuin Universität、1994年

### 編著
- 『知と行為』ミネルヴァ書房、1993年

### 訳書
- （ゴットフリート・マルティン著）『カント─存在論および科学論』岩波書店、1962年
- （カント著）『カント全集12 批判期論集』理想社、1966年
- （カント著）『カント全集17 書簡集1』理想社、1977年
- （カント著）『カント全集18 書簡集2』理想社、1977年
- （ディーター・ヘンリッヒ著）『カント哲学の体系形式』理想社、1979年
- 『完訳・世界の大思想　カント』　河出書房新社、1983年
- （エルンスト・カッシーラー著）『カントの生涯と学説』みすず書房、1986年
- （マルティン・ハイデッガー著）『ハイデッガー全集 カントと形而上学の問題』創文社、2003年